# كارولينا كلوفت
كارولينا إيفيلين كلوفت (من مواليد 2 فبراير 1983) لاعبة قوى أولمبية سويدية في سباقات المضمار والميدان الرياضية وأحد أبرز بطلات ألعاب القوى في العالم , المتخصصة في الوثب الثلاثي، الوثب الطويل، وسابقا في السباعي و الخماسي , فازت بلقب السباعي في أولمبياد أثينا عام 2004 , وحاملة ثلاث ميداليات عالمية و ميداليتن أوروبية في السباعي .
في 2 سبتمبر 2012، في بطولة فنلندا السويد الدولية لألعاب القوى، أنهت كلوفت مسيرتها رسميًا واعتزلت الرياضة.

## نشأتها
ولدت كلوفت لعائله رياضيه في الثاني من فبراير عام 1983 في السويد. والد كارولينا كان لاعب كرة قدم محترف، بينما احترفت والدتها رياضة الوثب الطويل. كلوفت تحمست لدخول عالم ألعاب القوى بعد زيارة إحدى أخواتها الثلاث أثناء التدريب.

## وصلات خارجية
- كارولينا كلوفت على موقع IMDb (الإنجليزية)
- كارولينا كلوفت على موقع الموسوعة البريطانية (الإنجليزية)
- كارولينا كلوفت على موقع الاتحاد الدولي لألعاب القوى (الإنجليزية)
- كارولينا كلوفت على موقع الاتحاد الأوروبي لألعاب القوى (الإنجليزية)
- كارولينا كلوفت على موقع الدوري الماسي (الإنجليزية)
- كارولينا كلوفت على موقع اللجنة الأولمبية الدولية (الإنجليزية)
- كارولينا كلوفت على موقع أوليمبيديا (الإنجليزية)
- كارولينا كلوفت على موقع اللجنة الأولمبية السويدية (السويدية)